# Michael Frowin
Michael Frowin (* 1969 in Marburg an der Lahn) ist ein deutscher Schauspieler, Kabarettist, Regisseur, Autor, Theaterleiter und Librettist.

## Leben
Frowin wuchs in Hessen auf. Nach dem Abitur auf dem Gymnasium Philippinum (Marburg) begann er 1990 ein Schauspielstudium an der Berliner Theaterschule. Seine Gesangsausbildung erhielt er bei Waltraud Pusch und Ana-Lisa Nathan. 1991 war er das jüngste Ensemblemitglied im Düsseldorfer Kom(m)ödchen.
Seit 1992 war er im Fach Chansoninterpretation Teilnehmer der Meisterkurse von Gisela May, 1994 wurde Frowin auch deren Meisterschüler. Von 1994 bis 1996 war er als Schauspieler und Musicaldarsteller am Stadttheater Pforzheim engagiert, von 1996 bis 1998 an den Vereinigten Bühnen Krefeld/Mönchengladbach. 2001 wurde Michael Frowin Ensemblemitglied des Dresdner Kabarett-Theaters Herkuleskeule, für das er zuvor schon als Autor tätig gewesen war. Dort begann auch seine Regietätigkeit. 2003 war er mit einem satirischen Wochenrückblick im TV-Sender N24 zu sehen. Von 2004 bis 2006 war er in der Radio-Comedy Die Rentnerinnen von Spitzkunnersdorf auf Hitradio RTL Sachsen zu hören.
Seit 2004 ist er als Solist und mit verschiedenen Spielpartnern auf der Kabarettbühne zu sehen, u. a. mit Jochen Kilian, Dietmar Loeffler, Lothar Bölck, Martin Maier-Bode, Simone Solga, Thomas Quasthoff.
Im Herbst 2007 wurde Michael Frowin künstlerischer Leiter des Theaterschiffs Das Schiff in Hamburg. Von 2009 bis 2016 war er zusammen mit Jochen Kilian auch Gesellschafter sowie künstlerischer Leiter der Theaterproduktionsfirma Theaterplatz.
Als Autor, Songwriter und Opernlibrettist ist Frowin seit 1998 aktiv. So stammen aus seiner Feder u. a. die Revuen Winterträume und Münchhausen Junior am Friedrichstadt-Palast Berlin, Mikropolis für die Komische Oper Berlin, Frauen für Napoleon für das Rheinische Landestheater Neuss (mit Musik von Ralph Benatzky) sowie Die Schatzinsel und Das Gespenst von Canterville für die Oper Zürich. Die 2008 an der Komischen Oper uraufgeführte Abenteueroper Robin Hood wurde später in Düsseldorf, Karlsruhe, Oslo und Zürich nachgespielt. Für die Neuköllner Oper in Berlin produzierte er 2002 Angela – Eine Nationaloper. 2015 schrieb er zusammen mit Robert Löhr und Benedikt Eichhorn das Musical Hammerfrauen – Das Baumarkt-Musical, in dem er auch mitspielte und das er zusammen mit Theaterplatz und Dieter Hallervorden respektive Die Wühlmäuse produzierte.
Für das Kabarett war und ist Frowin häufig als Autor und Regisseur tätig, so für die Herkuleskeule Dresden, das Berliner Kabarett-Theater Die Distel, die academixer Leipzig und das Renitenztheater Stuttgart.
Von 2010 bis Ende 2019 war Michael Frowin neben Lothar Bölck als Chauffeur der Bundeskanzlerin das Gesicht der Polit-Satire Kanzleramt Pforte D im MDR-Fernsehen, von der sechs Folgen im Jahr live aus dem Theater Eisenach ausgestrahlt wurden. Zudem ist er regelmäßiger Gast der Spätschicht im SWR.
2011 erschien das erste Kinderbuch von Michael Frowin: Mikropolis mit Illustrationen von Joelle Tourlonias. Die gleichnamige Kinderoper von Christian Jost (Musik) und Michael Frowin (Libretto) wurde am 30. Oktober 2011 an der Komischen Oper Berlin uraufgeführt.
Im Jahr 2021 schrieb Frowin zusammen mit Philipp Schaller die Kabarettkomödie Das Ziel ist in Weg. Ein plötzliches Unwetter zwingt drei ungleiche Pilger auf dem Jakobsweg in eine Hütte. Von der Umwelt abgeschnitten führen die drei hitzige und humorvolle Debatten über den Sinn des Lebens, den Klimawandel, dem Leben nach Corona und vielem mehr. Die Premiere fand am 4. September 2021 auf dem Theaterschiff in Hamburg statt. Die Schweizer Erstaufführung mit der Shake Company war am 3. Februar 2024 im Theater Weisser Wind in Zürich.

## Werke
- 2001: Mammon. Geld. Macht. Glück
- 2002: Angela – Eine Nationaloper (UA – Auftragswerk der Neuköllner Oper Berlin); Libretto: Michael Frowin, Musik: Frank Schwemmer
- 2004: Münchhausen Junior (UA – Auftragswerk des Friedrichstadtpalastes Berlin); Buch: Michael Frowin, Musik: Rolf Kühn
- 2005: Frauen für Napoleon, Musikalische Komödie (UA – Auftragswerk des Rheinischen Landestheaters Neuss); Buch: Martin Maier-Bode und Michael Frowin, Songtexte: Michael Frowin, Musik: Ralph Benatzky, Bearbeitung: Jochen Kilian und Jochen Hartman-Hilter
- 2007: Niemandsland, Kammeroper (UA – Auftragswerk der Neuköllner Oper Berlin); Libretto: Ulrike Gondorf und Michael Frowin, Musik: Winfried Radeke
- 2008: Robin Hood, Abenteueroper (UA – Auftragswerk der Komischen Oper Berlin); Libretto: Michael Frowin, Musik: Frank Schwemmer
- 2009: Winterträume (UA – Auftragswerk des Friedrichstadtpalastes Berlin); Buch: Winfried Schneider und Michael Frowin
- 2011: Mikropolis, Insektenoper (UA – Auftragswerk der Komischen Oper Berlin); Libretto: Michael Frowin, Musik: Christian Jost
- 2012: Die Schatzinsel. Piratenoper (UA – Auftragswerk des Opernhauses Zürich); Libretto: Michael Frowin, Musik: Frank Schwemmer
- 2013: Das Gespenst von Canterville (UA – Auftragswerk für das Opernhaus Zürich) nach einem Libretto von Michael Frowin, Musik von Marius Felix Lange
- 2014: Ratte Rudi geht von Bord, Kindermusical (UA Das Schiff Hamburg); Idee: Michael Frowin, Buch: Kerim Pamuk und Michael Frowin, Songs: Benedikt Eichhorn und Michael Frowin, Musik: Benedikt Eichhorn
- 2015: Hammerfrauen/Das Baumarkt-Musical (UA Die Wühlmäuse Berlin); Buch: Robert Löhr, Songtexte: Michael Frowin, Musik: Benedikt Eichhorn
- 2015: Kann man mit Männern Urlaub machen?
- 2017: Heiße Zeiten, Angela! Das Sommerfest im Wahlkampf
- 2018: Deutschland sucht den Weihnachtsmann
- 2018: Keine Künstler! Keine Haustiere!
- 2018: Menschen, Ämter, Katastrophen
- 2019: Mutti macht den Weihnachtsmann
- 2021: Das Ziel ist im Weg
- 2021: Im Kühlschrank brennt noch Licht
- 2021: Wegen Eröffnung geschlossen
- 2021: Der Atlantis-Code
- 2022: Selten so gelacht
- 2024: Französisch auf Deutsch
- 2024: Wellen, Sturm und Steife Brisen. Die Matrosen-Show

## Auszeichnungen
- 1996: Schauspieler des Jahres für die Titelrolle des Parsifal von der Tageszeitung Rheinische Post
- 2007: Sächsische Ehrenmedaille für herausragende Leistungen im Kampf gegen HIV und AIDS

## Soziales Engagement
Von 2002 bis 2007 war er Initiator der AIDS-Gala in Dresden, die mit wechselnden Gästen (u. a. Gisela May, Caroline Beil, Gitte Hænning, Thomas Quasthoff, Rolf Kühn) von der Aids-Hilfe Dresden veranstaltet und von Frowin präsentiert wurde.